# Miagrammopes romitii
Miagrammopes romitii là một loài nhện trong họ Uloboridae.
Loài này thuộc chi Miagrammopes. Miagrammopes romitii được Lodovico di Caporiacco miêu tả năm 1947.